# Graham Gouldman
Graham Keith Gouldman (Broughton, Salford, Engleska, 10. svibnja 1946.) je engleski tekstopisac i glazbenik, član originalne postave sastava 10cc i njegov stalni član. 

## Rana karijera
Rođen je u židovskoj obitelji u Broughtonu, Lancashire. Svirao je u raznim manchesterskim sastavima od 1963., među kojima su The High Spots, The Crevattes, The Planets te The Whirlwinds, koji je postao sastav pri lokalnoj Jewish Lads' Brigade. The Whirlwinds – koje su činili Gouldman (vokal, gitara), Maurice Sperling (vokal/bubnjevi), Bernard Basso (bas-gitara), Stephen Jacobson (gitara, bongo), Malcolm Wagner i Phil Cohen – osigurali su ugovor o snimanju s HMV. Objavili su snimku pjesme Buddyja Hollyja "Look at Me", a na drugoj strani bio je "Baby Not Like You", koju je napisao Lol Creme lipnja 1964.
Kasne 1964. raspustio je The Whirlwindse i veljače 1965. formirao The Mockingbirdse skupa s Jacobsonom i Bassom i bivšim članom manchesterskog sastava The Sabres, Kevin Godley (bubnjevi). The Mockingbirds su potpisali za Columbiju, koja je odbila Gouldmanov prvi ponuđeni singl "For Your Love", koji je poslije postao veliki hit The Yardbirdsa. Objavili su dva singla, "That's How (It's Gonna Stay)" veljače 1965. koji je u SAD objavio ABC Paramount i "I Can Feel We're Parting" svibnja 1965. Sastav je prešao k Immediateu i objavio "You Stole My Love" listopada 1965. i k Decca Recordsu za "One By One" srpnja 1966. te "How to Find a Lover" listopada 1966.

## Diskografija

### Albumi
- The Graham Gouldman Thing (1968.) (SAD) RCA Victor LPM-3954 (mono), LSP-3954 (stereo)
- Animalympics (1980.) (SAD) A&M SP-4580 (soundtrack)
- And Another Thing... (2000.) Dome FLYCD14
- Love and Work (2012.)

### Singlovi
- "Stop Stop Stop (or Honey, I'll Be Gone)" / "Better To Have Loved And Lost" (1966.) – UK Decca F-12334; SAD (no issue)
- "The Impossible Years" / "No Milk Today" (1968.) – UK (no issue); SAD RCA Victor 47-9453
- "Upstairs, Downstairs" / "Chestnut" (1968.) – UK RCA 1667; SAD (no issue)
- "Pamela, Pamela" / "For Your Love" (1968.) – UK (no issue); SAD RCA Victor 47-9584
- "Windmills of Your Mind" / "Harvey's Tune" (as The Graham Gouldman Orchestra) (1969.) – UK Spark SRK-1026; SAD (no issue)
- "Nowhere To Go" / "Growing Older" (1972.) – UK CBS 7729; SAD (no issue)
- "Sunburn" (1979.) UK #52[2] Australia No. 26 – theme music to film Sunburn

## Vanjske poveznice
- Graham Gouldman Službene stranice
- Graham Gouldman Diskografija